# Andre Danielsen
Andre Danielsen (ur. 20 stycznia 1985 w Stavanger) – norweski piłkarz, grający na pozycji pomocnika.

## Kariera klubowa
Jako junior Danielsen występował w klubie Stavanger IF. Niemal całą profesjonalną karierę spędził natomiast w zespole Viking FK, nie licząc kilkumiesięcznej przerwy na występy w zespole Bryne FK w 2005 roku.

## Kariera reprezentacyjna
W reprezentacji Norwegii zadebiutował 31 maja 2014 roku w towarzyskim meczu przeciwko Rosji. Na boisku przebywał do 73 minuty meczu.
| Mecze i gole w reprezentacji | Mecze i gole w reprezentacji | Mecze i gole w reprezentacji | Mecze i gole w reprezentacji | Mecze i gole w reprezentacji | Mecze i gole w reprezentacji | Mecze i gole w reprezentacji |
| #                            | Data                         | Stadion                      | Rywal                        | Wynik                        | Gol                          | Rozgrywki                    |
| 2014                         | 2014                         | 2014                         | 2014                         | 2014                         | 2014                         | 2014                         |
| ---------------------------- | ---------------------------- | ---------------------------- | ---------------------------- | ---------------------------- | ---------------------------- | ---------------------------- |
| 1.                           | 31.05.2014                   | Oslo, Norwegia               | Rosja                        | 1:1                          | 0                            | towarzyski                   |